# Pirttijärvi (sjö i Kuhmo, Kajanaland, 64,22 N, 28,93 Ö)
Pirttijärvi är en sjö i kommunen Kuhmo i landskapet Kajanaland i Finland. Den är 7,9 meter djup. Arean är 36 hektar och strandlinjen är 3,22 kilometer lång. Sjön  ingår i Uleälvens huvudavrinningsområde.   Den ligger omkring 57 kilometer öster om Kajana och omkring 490 kilometer norr om Helsingfors. 